# Occhiali scuri al mattino
Occhiali scuri al mattino è un EP del gruppo musicale italiano Santo Niente, pubblicato il 22 marzo 2004.

## Il disco
Occhiali scuri al mattino rappresenta il primo lavoro di inediti del Santo Niente dal 1997 e segna il suo ritorno sulle scene dopo un periodo di inattività durato cinque anni. Il disco vede una formazione completamente rinnovata rispetto ai precedenti lavori, fatta eccezione per Umberto Palazzo. Pubblicato dalla Black Candy Records e distribuito da Audioglobe, Occhiali scuri al mattino ha anticipato l'uscita del terzo album in studio del gruppo, Il fiore dell'agave (2005).
La produzione di Occhiali scuri al mattino è stata affidata a Marco Lega, già collaboratore con il gruppo, che ha realizzato anche il mixing e il mastering del disco. La sua produzione esecutiva è stata curata da Leonardo Giacomelli, Giuseppe Faraco e dagli stessi membri del Santo Niente.

## Tracce
Testi di Umberto Palazzo, musiche di Santo Niente.
1. Occhiali scuri al mattino – 4:48
2. Il posto delle cose da non trovare – 3:38
3. Fuck You – 2:49
4. Mirrorshades – 2:29
5. Pornostar (live) – 2:38

## Formazione
- Umberto Palazzo – voce, chitarra
- Alessio D'Onofrio – chitarra
- Raffaello Zappalorto – basso
- Gino Russo – batteria, percussioni